# Schwartzia parrae
Schwartzia parrae är en tvåhjärtbladig växtart som beskrevs av Gir.-cañas. Schwartzia parrae ingår i släktet Schwartzia och familjen Marcgraviaceae. Inga underarter finns listade i Catalogue of Life.